# Línea 26 (Córdoba)
La Línea 26 es una línea de transporte urbano de pasajeros de la ciudad de Córdoba, Argentina. El servicio está actualmente operado por la empresa TAMSE.
Anteriormente el servicio de la línea 26 era denominada como A6 desde 2002 por la empresa Ciudad de Córdoba, hasta que el 1 de marzo de 2014, por la implementación del nuevo sistema de transporte público, la A6 se fusiona como 26 operada por la misma empresa, hasta el 31 de Julio del mismo año, ciudad de Córdoba deja de operar los corredores 2 y 7 y estos pasan a ERSA donde actualmente opera. Luego de la retirada de ERSA el 1º marzo de 2024 TAMSE se hace cargo de dicha línea el 9 de agosto del mismo año.

## Recorrido
Desde B° Cabo Farina hasta B° Los Boulevares y Bº Los Cortaderos.
 Servicio diurno.
IDA (Camino a Bº Los Boulevares): De Viña del Mar y Calle Publica A – Colectora – Bermudas – Dr. Pedro Minuzzi – Cjal. Felipe Belardinelli – Av. Cruz Roja Argentina – Av. Maestro Marcelo López – Ing. Medina Allende – Haya de la Torre – Bv. De la Reforma – Los Nogales – Av. Concepción Arenal – Av. Hipólito Yrigoyen – Túnel Plaza España – Bv. Chacabuco – Bv. Arturo Illia – Bv San Juan –Mariano Moreno – Rodriguez Peña – Av. Colón – Av. Santa Fé – Av. Castro Barros – Av. Caraffa – Progreso – Italia – Julián Paz – Gregorio Carreras – Ricardo Pedroni – Rozas de Oquendo – Rodríguez del Busto – Av. La Cordillera –- Colectora – Av. Padre Claret – Bv. Los Alemanes – De los Sirios – Calle Publica 3 – De Los Yugoslavos – De los Genoveses – De Los Yugoslavos – Bv. Los Alemanes – De Los Latinos – Rivadavia hasta La Voz del Interior.
REGRESO (De Bº Los Boulevares): De Rivadavia y La Voz del Interior – por ésta – Bv. Buenos Aires – De Los Latinos – Bv. Los Alemanes – De Los Sirios – De Los Bosnios – De Los Yugoslavos – De los genoveses – De Los Yugoslavos – Bv. Los Alemanes – Av. Padre Claret – Cruce Av. Circunvalación – Av. Padre Claret – Av. La Cordillera -Rodríguez del Busto – Mercedes de San Martín – Manuel Quintana – Vera y Zarate – Av. Virgen de la Merced – Padre Luis Galeano – Ciudad de Tampa – Av. Monseñor Pablo Cabrera – Av. Castro Barros – Av. Santa Fé – Av. Colón – Av. Gral. Paz – Av. Vélez Sarsfield – Bv. San Juan – Bv. Arturo Illia – Ituzaingó – Hipólito Yrigoyen – Plaza España – Hipólito Yrigoyen – Av. Concepción Arenal – Bv. Enrique Barros – Los Nogales – Bv. De la Reforma – Haya de la Torre – Ing. Medina Allende – Maestro Marcelo López – Av. Cruz Roja Argentina- Cjal. Felipe Belardinelli – Dr. Pedro Minuzzi – Bermudas – Colectora – Viña del Mar hasta Calle Publica A.
IDA (Camino a Bº Los Cortaderos): De Viña del Mar y Calle Pública A – Colectora – Bermudas – Dr. Pedro Minuzzi – Cjal. Felipe Belardinelli – Av. Cruz Roja Argentina – Av. Maestro Marcelo López – Ing. Medina Allende – Haya de la Torre – Bv. De la Reforma – Los Nogales – Av. Concepción Arenal – Av. Hipólito Yrigoyen – Túnel Plaza España – Bv. Chacabuco – Bv. Arturo Illia – Bv San Juan –Mariano Moreno – Rodriguez Peña – Av. Colón – Av. Santa Fé – Av. Castro Barros – Av. Caraffa – Progreso – Italia – Julián Paz – Gregorio Carreras – Ricardo Pedroni – Rozas de Oquendo – Rodríguez del Busto – Av. La Cordillera –- Colectora – Av. Padre Claret – Bv. Los Alemanes – De Los Sirios – De Los Serbios – De Los Yugoslavos – De los Genoveses – De Los Yugoslavos – Bv. Los Alemanes – Bv. Los Polacos – De Los Genoveses – Bv. Los Polacos hasta Calle Pública.
REGRESO (De Bº Los Cortaderos): De Calle Pública – Bv. Los Polacos – De Los Genoveses Bv. Los Polacos – Bv. Los Alemanes – De Los Sirios – De Los Bosnios – De Los Yugoslavos – De los Genoveses – De Los Yugoslavos – Bv. Los Alemanes – Av. Padre Claret – Cruce Av. Circunvalación – Av. Padre Claret – Av. La Cordillera -Rodríguez del Busto – Mercedes de San Martín – Manuel Quintana – Vera y Zarate – Av. Virgen de la Merced – Padre Luis Galeano – Ciudad de Tampa – Av. Monseñor Pablo Cabrera – Av. Castro Barros – Av. Santa Fé – Av. Colón – Av. Gral. Paz – Av. Vélez Sarsfield – Bv. San Juan – Bv. Arturo Illia – Ituzaingó – Hipólito Yrigoyen – Plaza España – Hipólito Yrigoyen – Av. Concepción Arenal – Bv. Enrique Barros – Los Nogales – Bv. De la Reforma – Haya de la Torre – Ing. Medina Allende – Maestro Marcelo López – Av. Cruz Roja Argentina- Cjal. Felipe Belardinelli – Dr. Pedro Minuzzi – Bermudas – Colectora – Viña del Mar hasta Calle Pública A. 